# Резолюция 194 на Съвета за сигурност на ООН
Резолюция 194 на Съвета за сигурност на ООН е приета единодушно на 25 септември 1964 г. по повод Кипърския въпрос.
Като взема предвид мнението на генералния секретар по въпроса, както и изразеното желание от страна на Република Кипър престоят на Мироопазващите сили на ООН в Кипър да бъде удължен и след 26 септември 1964 г., с Резолюция 194 Съветът за сигурност отново застава зад своите резолюции 186 (1964), 187 (1964) и 192 (1964), подновявайки призива си към всички страни да се придържат към тях, и удължава срока на престой на Мироопазващите сили на ООН, разположени в Кипър, с още три месеца — до 26 декември 1964 г. Освен това резолюцията почита паметта и заслугите на покойния Сакари Тумиоджа — медиатор на ООН в конфликта, за отличната му служба за каузата на ООН и приветства назначаването на нов медиатор от генералния секретар. Освен това с Резолюция 194 Съветът за сигурност още веднъж изразява дълбоката си признателност към всички държави, допринесли с войски, полиция, доставки и финансова подкрепа за изпълнението на Резолюция 186.